# Sven Gottschling
Sven Gottschling (* 15. November 1971 in Stuttgart) ist ein deutscher Kinderarzt mit Schwerpunkt Kinder-Hämatologie und Onkologie und den Zusatzbezeichnungen Spezielle Schmerztherapie, Palliativmedizin, Akupunktur. Er ist Chefarzt des Zentrums für Palliativmedizin und Kinderschmerztherapie am Universitätsklinikum des Saarlandes in Homburg und Sachbuch-Autor. 

## Leben
Gottschling studierte in Tübingen Medizin und absolvierte sein Praktisches Jahr in England und Südafrika.
Nach seiner Promotion im Jahr 2000 durchlief er die Ausbildung zum Facharzt für Kinder- und Jugendmedizin an der Universitätskinderklinik in Homburg. Danach erwarb er mehrere Zusatzqualifikationen und habilitierte sich 2009 mit dem Thema Komplementäre Behandlungsmethoden in der Pädiatrie. Seit 2010 ist Gottschling Chefarzt und seit 2014 apl. Professor.
Neben seiner ärztlichen und wissenschaftlichen Tätigkeit ist Gottschling Dozent für Palliativmedizin, Schmerztherapie und Akupunktur im Saarland, Rheinland-Pfalz und Luxemburg. Er hat das Curriculum des Pflichtfachs Palliativmedizin an der Universität des Saarlandes entwickelt und ist dafür auch lehrverantwortlicher Dozent. Er ist auch Mitglied in mehreren wissenschaftlichen Gesellschaften und im wissenschaftlichen Beirat der Deutschen Schmerzgesellschaft. Certkom und IWAP (Interregionale Weiterbildungsakademie Palliativmedizin).
Gemeinsam mit Lars Amend ist er Autor der Bücher Leben bis zuletzt und Schmerz los werden, die beide in die Top 10 der Spiegel-Bestsellerliste für Sachbücher gekommen sind.
Gottschling ist Vater von vier Kindern.

## Auszeichnungen
- Posterpreis deutscher Schmerz- und Palliativtag Frankfurt 2010
- Preis der Lehre an der Med. Fakultät der Universität des Saarlandes 2015[4]
- Auszeichnung der europaweit ersten altersübergreifenden Palliativstation im  Rahmen des Wettbewerbs Deutschland, Land der Ideen durch den Bundespräsidenten 2017[5]
- HomBuchpreis für das Buch Leben bis zuletzt 2017[6]
- Posterpreis beim 15. Weltkongress EAPC 2017

## Schriften (Auswahl)
- mit Lars Amend: Wer heilt, hat recht. Fischer Taschenbuch, Frankfurt 2019, ISBN 978-3-596-70317-3.
- mit Lars Amend: Leben bis zuletzt: Was wir für ein gutes Sterben tun können. Fischer Taschenbuch, Frankfurt 2016, ISBN 978-3-596-03420-8.
- mit Lars Amend: Schmerz los Werden: Warum so viele Menschen unnötig leiden. Fischer Taschenbuch, Frankfurt 2017, ISBN 978-3-596-29922-5.
- mit F. Rings und B. Gronwald: Palliative treatment of dyspnea with transdermal applied buprenorphine. Posterpreis beim 15. Weltkongress EAPC 2017. Zur Publikation eingereicht.
- mit M. A. Storz, B. Gronwald, J. Schöpe, R. Mavrova und S. Baum: Photobiomodulation therapy in breast cancer-related lymphedema: a randomized placebo-controlled trial. In: Photodermatol Photoimmunol Photomed. 33(1), 2017, S. 32–40. doi:10.1111/phpp.12284 PubMed PMID 27943450.
- mit S. Meyer, A. Längler, G. Scharifi, F. Ebinger und B. Gronwald: Differences in use of complementary and alternative medicine between children and adolescents with cancer in Germany: a population based survey. In: Pediatr Blood Cancer. 61(3), 2014, S. 488–492. doi:10.1002/pbc.24769 Epub 2013 Sep 13. PubMed PMID 24038864.
- mit B. Gronwald, S. Schmitt, C. Schmitt, A. Längler, E. Leidig, S. Meyer, A. Baan, M. G. Shamdeen, J. Berrang und N. Graf: Use of complementary and alternative medicine in healthy children and children with chronic medical conditions in Germany. In: Complement Ther Med. 21, Suppl 1, 2013, S. 61–69. doi:10.1016/j.ctim.2011.06.001 Epub 2011 Jul 8. PubMed PMID 23578919.
- mit T. K. Reindl, S. Meyer, J. Berrang, G. Henze, S. Graeber, M. F. Ong und N. Graf: Acupuncture to alleviate chemotherapy-induced nausea and vomiting in pediatric oncology - a randomized multicenter crossover pilot trial. In: Klin. Padiatr. 220(6), 2008, S. 365–370.
- mit S. Meyer, I. Gribova, L. Distler, J. Berrang, L. Gortner, N. Graf und M. G. Shamdeen: Laser acupuncture in children with headache: a double-blind, randomized, bicenter, placebo-controlled trial. In: Pain. 137(2), 2008, S. 405–412.
- mit Katja Welsch: Übers Sterben reden : wie Kommunikation in schwierigen Situationen gelingt, Fischer Taschenbuch, Frankfurt 2019, ISBN 978-3-596-70536-8.